# Commando (système d'arcade)
Pour les articles homonymes, voir Commando.
Le Commando est un système d'arcade destiné aux salles d'arcade, créé par la société japonaise Capcom. Sa commercialisation a débuté durant l'année 1985.

## Description
Même s'il ne s'appelle plus Z80, ce système est également bâti autour du Zilog Z80, processeur incontournable à cette époque. Le premier jeu voit le jour en 1985 et le dernier sort en 1988, pour une durée de vie courte dans cette période où la technique et l'arcade progressent vite. De nouvelles puces audio viennent se greffer sur les PCB, la Yamaha YM2203, par exemple, à différentes fréquences,,,,.
Capcom fait encore l'histoire sur un matériel où des titres mythiques sont nés. 1943: The Battle of Midway va donner tout son essor à la série. Commando, avec sa jouabilité incroyable pour l'époque, ses graphismes, l'interaction avec le décor, ainsi que sa difficulté accrue, ingrédients d'un succès assuré, va devenir une référence pour également être copié. Gun.Smoke, jeu célèbre dans un univers western, et Side Arms, la suite de Section Z sont des titres emblématiques développés sur ce système.
C'est une période faste pour l'arcade et pour Capcom.

## Spécifications techniques

### Processeur
- Zilog Z80 cadencé à 4 MHz ou à 6 MHz

### Son
- Processeur audio à cadences variables selon les PCB :
  - Zilog Z80
- Puces audio à cadences variables selon les PCB :
  - Yamaha YM2203
- Capacités audio : Mono

### Affichage
- Résolution :
  - 224 x 256
  - 384 x 224
- Couleurs : 256 à 1024 couleurs

## Liste des jeux
| Titre                      | Développeur | Éditeur            | Genre         | Année |
| -------------------------- | ----------- | ------------------ | ------------- | ----- |
| 1943: The Battle of Midway | Capcom      | Capcom             | Shoot them up | 1987  |
| 1943 Kai: Midway Kaisen    | Capcom      | Capcom             | Shoot them up | 1988  |
| Black Tiger                | Capcom      | Capcom / U.S. Gold | Plates-formes | 1987  |
| Commando                   | Capcom      | Capcom             | Run and gun   | 1985  |
| Gun.Smoke                  | Capcom      | Capcom             | Run and gun   | 1985  |
| Side Arms: Hyper Dyne      | Capcom      | Capcom / Romstar   | Shoot them up | 1986  |